# Bush (album)
Bush je třinácté studiové album amerického rappera Snoop Dogga, které vyšlo 12. května 2015 pod i am OTHER, Doggystyle Records a Columbia Records. Celé album produkoval Pharrell Williams. Jako hosté se zde objeví Stevie Wonder, Charlie Wilson, Gwen Stefani, Kendrick Lamar, T.I. a Rick Ross

## Seznam skladeb
| Pořadí         | Název                                                              | Autor | Délka |
| -------------- | ------------------------------------------------------------------ | --- | ----- |
| 1.             | California Roll (featuring Stevie Wonder)                          | Calvin Broadus, Jr. Stevland Judkins Pharrell Williams                                                       | 4:12  |
| 2.             | This City                                                          | Broadus P. Williams                                                                                          | 3:33  |
| 3.             | R U A Freak                                                        | Broadus P. Williams                                                                                          | 3:45  |
| 4.             | Awake                                                              | Broadus Charlie Wilson P. Williams                                                                           | 3:43  |
| 5.             | So Many Pros                                                       | Broadus P. Williams Chad Hugo                                                                                | 4:06  |
| 6.             | Peaches N Cream (featuring Charlie Wilson)                         | Broadus Kent Cornell Haynes, Jr. Garry Shider George Clinton P. Williams Robert Ginyard, Jr. Walter Morrison | 4:43  |
| 7.             | Edibles (featuring T.I.)                                           | Broadus Clifford Harris, Jr. P. Williams                                                                     | 3:21  |
| 8.             | I Knew That                                                        | Broadus P. Williams                                                                                          | 3:59  |
| 9.             | Run Away (featuring Gwen Stefani)                                  | Broadus Gwen Stefani P. Williams                                                                             | 5:13  |
| 10.            | I'm Ya Dogg (featuring Kendrick Lamar, Rick Ross & Charlie Wilson) | Broadus Kent Kendrick Lamar Duckworth William Roberts II P. Williams                                         | 4:38  |
| Celková délka: | Celková délka:                                                     | Celková délka:                                                                                               | 41:13 |